# 訃報 1986年9月
訃報 1986年9月（ふほう 1986ねん9がつ）では、1986年（昭和61年）9月中に物故した、又は物故が報じられた人物についてまとめる。

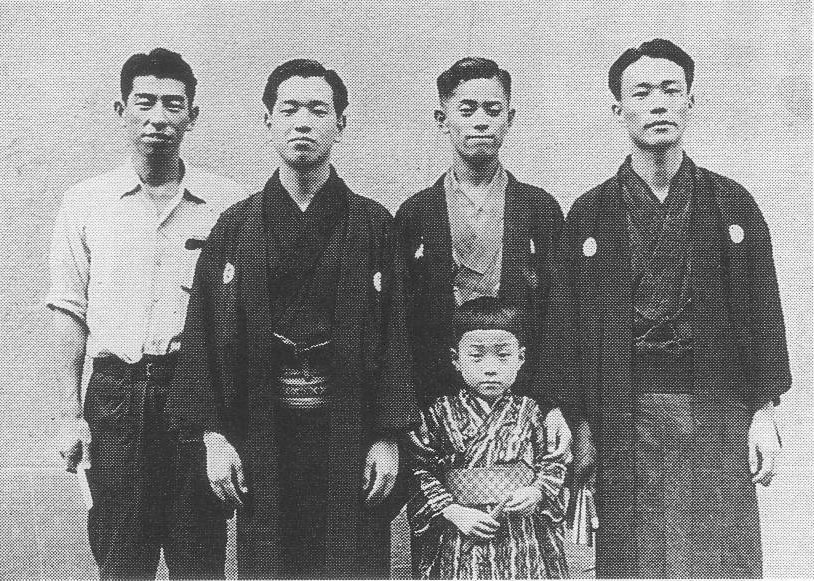
6代目笑福亭松鶴（後列右） / 9月5日没

## （1日 - 15日）
- 9月4日 - ハンク・グリーンバーグ、メジャーリーガー（* 1911年）
- 9月5日 - 6代目笑福亭松鶴[1]、上方噺家（* 1918年）
- 9月9日 - マグダ・タリアフェロ、ピアニスト （* 1893年）
- 9月10日 - 島耕二、俳優・映画監督（* 1901年）

## （16日 - 30日）
- 9月20日 - 日高富明、元ガロ、日本のミュージシャン（* 1950年）
- 9月22日 - 坪井誠太郎、地質学者（* 1893年）
- 9月26日 - 亀井光、元福岡県知事（* 1909年）
- 9月27日 - 中原宏、元プロ野球選手（* 1923年）
- 9月27日 - クリフ・バートン、ロック・ベーシスト（* 1962年）
- 9月28日 - ハル・キング、アニメーター（* 1913年）
- 9月30日 - 横山美智子、小説家（* 1895年）